# Tilapia (género)
Tilapia es un género de peces cíclidos endémicos de hábitats de agua dulce en Sudáfrica. En el pasado este fue género muy grande de especies, incluyendo todas aquellas especies con el nombre común de tilapia, pero se descubrió que era un género parafilético, por lo que se realizó una reorganización de sus especies, basada en su sistemática, por lo que hoy en día la gran mayoría de dichas especies se sitúan en otros géneros de la misma familia.

## Especies y taxonomía
En el pasado, géneros como; Oreochromis y Sarotherodon fueron retenidos en el género  Tilapia, pero actualmente son tratados como géneros separados por todas las autoridades. Incluso con esta restricción de especies en el género Tilapia, todavía había indicios de que la taxonomía del grupo continuaba siendo problemática, por lo que, una revisión realizada en 2013 resultó en la eliminación de la mayoría de las especies de "Tilapia", redistribuyéndolas y ordenándolas en los géneros: Coelotilapia, Coptodon, Heterotilapia, Paracoptodon y Pelmatolapia. Con estos cuatro géneros separados, solo cuatro especies continuaron en Tilapia:
- Tilapia baloni Trewavas & D. J. Stewart, 1975
- Tilapia guinasana Trewavas, 1936 (Tilapia Otjikoto)
- Tilapia ruweti (Poll & Thys van den Audenaerde, 1965) (Tilapia Okavango)
- Tilapia sparrmanii A. Smith, 1840 (Tilapia rayada)

Temporalmente retenidas en este género, pero perteneciendo a otro(s) género(s) hasta el momento sin describir, están las siguientes especies:
- "Tilapia" brevimanus Boulenger, 1911 – cercana a "Steatocranus" irvinei (sin estar relacionada con las especies remanentes de Steatocranus) y Gobiocichla.
- "Tilapia" busumana (Günther, 1903) –cercana a "Steatocranus" irvinei (sin estar relacionada con las especies remanentes de ' Steatocranus) y Gobiocichla.
- "Tilapia" pra Dunz & Schliewen, 2010 –cercana a "Steatocranus" irvinei (sin estar relacionada con las especies remanentes de 'Steatocranus) y Gobiocichla.

## Antiguas especies del género Tilapia
- Tilapia bakossiorum
- Tilapia baloni
- Tilapia bemini
- Tilapia bilineata
- Tilapia brevimanus
- Tilapia busumana
- Tilapia buttikoferi
- Tilapia bythobates
- Tilapia cabrae
- Tilapia cameronensis
- Tilapia camerunensis
- Tilapia cessiana
- Tilapia coffea
- Tilapia congica
- Tilapia dageti
- Tilapia deckerti
- Tilapia discolor
- Tilapia ejagham
- Tilapia flava
- Tilapia fusiforme
- Tilapia guinasana
- Tilapia guineensis
- Tilapia gutturosa
- Tilapia imbriferna
- Tilapia ismailiaensis
- Tilapia jallae
- Tilapia joka
- Tilapia kottae
- Tilapia louka
- Tilapia margaritacea
- Tilapia mariae
- Tilapia nigrans
- Tilapia nyongana
- Tilapia pra
- Tilapia rendalli
- Tilapia rheophila
- Tilapia ruweti
- Tilapia snyderae
- Tilapia sparrmanii
- Tilapia spongotroktis
- Tilapia tholloni
- Tilapia thysi
- Tilapia walteri
- Tilapia zillii